# Latham (Illinois)
Latham es una villa ubicada en el condado de Logan en el estado estadounidense de Illinois. En el Censo de 2010 tenía una población de 380 habitantes y una densidad poblacional de 527,77 personas por km².

## Geografía
Latham se encuentra ubicada en las coordenadas 39°58′1″N 89°9′45″O / 39.96694, -89.16250. Según la Oficina del Censo de los Estados Unidos, Latham tiene una superficie total de 0.72 km², de la cual 0.72 km² corresponden a tierra firme y (0%) 0 km² es agua.

## Demografía
Según el censo de 2010, había 380 personas residiendo en Latham. La densidad de población era de 527,77 hab./km². De los 380 habitantes, Latham estaba compuesto por el 98.95% blancos, el 0% eran afroamericanos, el 0.26% eran amerindios, el 0% eran asiáticos, el 0% eran isleños del Pacífico, el 0% eran de otras razas y el 0.79% pertenecían a dos o más razas. Del total de la población el 0.26% eran hispanos o latinos de cualquier raza.